# Confederación Nabat
La Confederación de Organizaciones Anarquistas Nabat, más conocida como Nabat (en ruso, Набат, significa "El toque de alarma"), fue una organización anarquista que tuvo importancia en Ucrania entre 1918 y 1920. El área sobre la que fue más influyente es muchas veces indicada como Territorio liberado, aunque el Nabat tenía ramas en las mayores ciudades al sur de Ucrania. Publicaron el periódico homónimo Nabat.

## Contexto histórico
En 1917, los acontecimientos que se produjeron durante la Revolución de Febrero llevaron al derrocamiento de la autocracia zarista. Se creó un vasto número de agrupaciones y organizaciones nuevas que intentaron llenar el vacío de poder. Luego de la caída del gobierno, florecieron las nuevas libertades civiles. Luego del colapso del gobierno zarista, el Comité provisional de la Duma Estatal dio paso al gobierno provisional, que pronto padeció muchos problemas a lo largo de la inmensidad del país. El gobierno provisional casi de inmediato tuvo que compartir el poder con la nueva asamblea popular revolucionaria, el Soviet de Petrogrado.
El 16 de abril de 1917, Vladímir Lenin retornó a Rusia desde el exilio, incorporándose a la revolución. Líder de los bolcheviques, Lenin ejerció una importante posición en Rusia. Los bolcheviques estaban en franco crecimiento y se enfrentaban a la oposición de los mencheviques, que dominaban el gobierno provisional pero se desgastaban en el poder.
A principios de noviembre de 1917, los bolcheviques dieron un golpe de Estado incruento denominado Revolución de Octubre y tomaron control de los lugares clave a lo largo de Rusia. Esto llevó a la ruptura con los mencheviques y otras agrupaciones partidarias. Lenin impuso un sistema de partido único, mientras que el país se sumergía en la guerra civil. Las libertades civiles fueron nuevamente suprimidas y las recientemente formadas organizaciones anarquistas se encontraron en un territorio hostil.

## Fundación

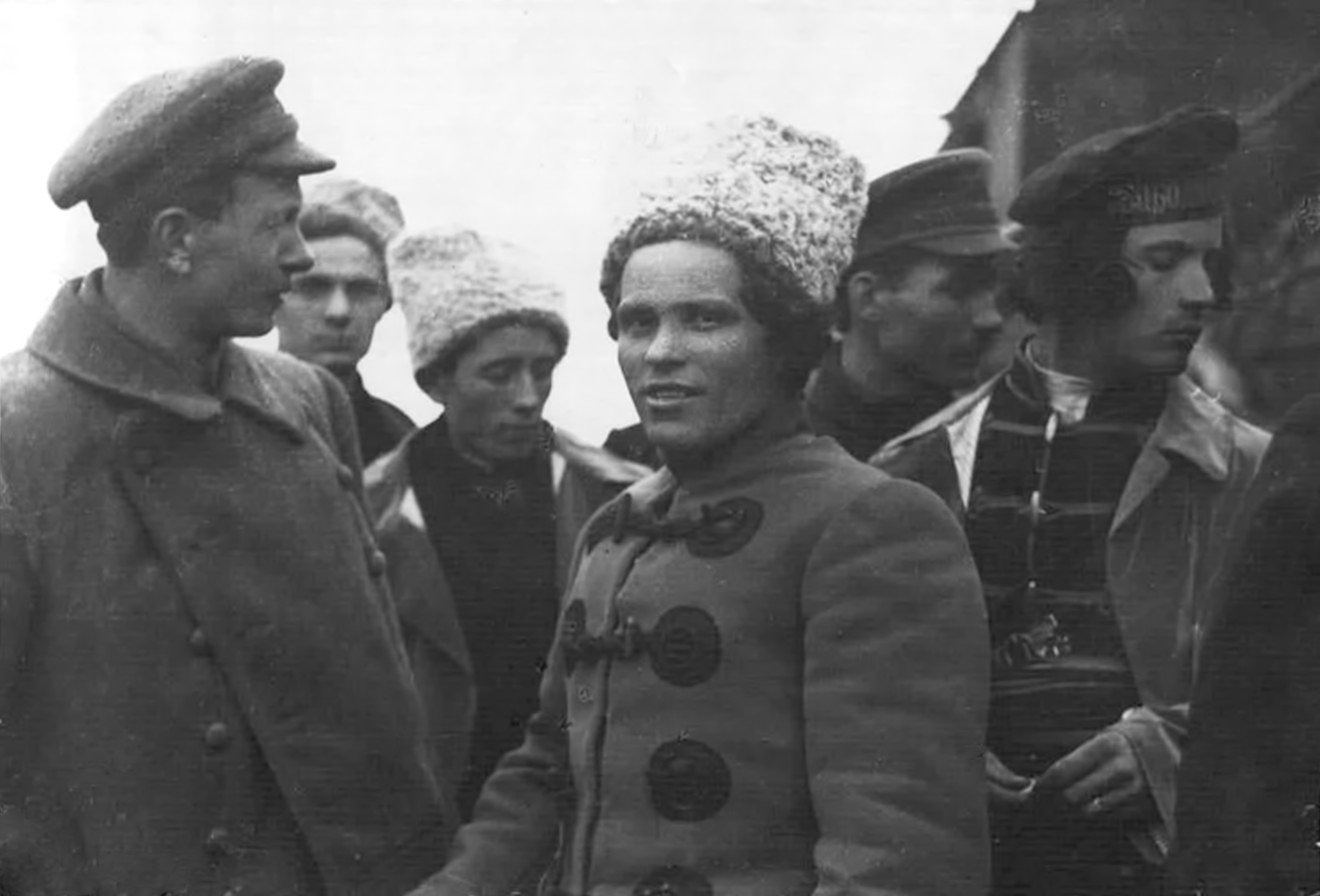
Néstor Majnó con miembros de su ejército.

Debido a que el nuevo gobierno bolchevique era cada vez más hostil, muchos anarquistas decidieron abandonar Rusia. La mayoría de estos se trasladaron a Ucrania debido a que se respiraba un ambiente de mayor libertad y podrían poner allí en práctica sus ideas. Los anarquistas de Moscú y Petrogrado, que enfrentaban la represión bolchevique, escaparon a Ucrania, donde 15 años atrás el movimiento anarquista se había establecido. A fines de 1918 la Confederación de Organizaciones Anarquistas Nabat había establecido su cuartel general en Járkov, Ucrania.
Las primeras reuniones del Nabat fueron en el otoño de 1918. Sus miembros fundadores buscaban reclutar miembros para la organización para luchar por la causa anarquista, por lo que se inclinaron hacia el ejército guerrillero de Néstor Majnó, que por esa época Majnó era el líder del Ejército Insurgente de Ucrania. Debido a que Majnó ya tenía un significativo número de seguidores, Nabat obtuvo un rápido crecimiento e influencia. Nabat utilizó al ejército de Majnó para difundir sus ideas mediante panfletos, periódicos y octavillas. Luego de un breve período, Nabat había establecido ramificaciones en casi todas las más grandes ciudades del sur de Ucrania, entre las que destacan Járkov, Kiev, Odesa y Ekaterinoslav. La Confederación apoyó la constitución de una Unión de Ateístas y se lanzó a formar un amplio movimiento juvenil por la región sur del país.
Nabat tuvo su primera asamblea general entre el 12 y 16 de noviembre de 1918. El propósito declarado de la asamblea era unificar a los diversos grupos anarquistas de Ucrania bajo un programa común para sacar ventaja de las oportunidades de reforma social que ofrecía la guerra civil en curso. Las decisiones en verdad no tuvieron nada de idealistas o intelectuales. Las resoluciones abarcaron asuntos prácticos que tenían que ver con la participación de los anarquistas en el esfuerzo revolucionario y que afirmaban la necesidad de luchar contra las fuerzas "reaccionarias" que imponían su autoridad sobre Ucrania. En la asamblea, se encargó a Volin la redacción de una declaración de principios que estuviera de acuerdo con la mayoría de las corrientes de pensamiento del anarquismo.

## La experiencia revolucionaria
Durante el transcurso de la guerra civil, debido a su escasa influencia en Ucrania, los bolcheviques tuvieron la necesidad de crear una alianza con la Confederación Nabat y Néstor Majnó. Nabat era en verdad tan popular que en octubre de 1920, una delegación del Ejército Rojo le propuso a la Asamblea General que arrestasen a Lenin y los otros líderes bolcheviques del Partido Comunista Ruso. Nabat rechazó la proposición desde el punto de vista ideológico, ya que como anarquistas no deseaban hacerse de la arbitrariedad del poder. A pesar de haberse aliado a los soviéticos contra el Ejército Blanco, la Confederación Nabat denunció severamente al régimen bolchevique como autoritario. Los bolcheviques toleraron a los grupos anarquistas mientras duró la guerra civil, pero en seguida se volvieron contra ellos tan pronto como los mencheviques dejaron de ser una amenaza. Los grupos anarquistas, el Nabat específicamente, fueron caricaturizados como una pandilla de asaltantes, que permitían al ejército de Majnó todo tipo de atrocidades.

### Organización
El Nabat, aunque era una organización anarquista, tenía una rígida estructura organizativa. El propósito de esta organización y sus seguidores era hacer del Nabat una estructura fuerte que se erigiera por sobre las diferencias de opinión entre las varias corrientes de pensamiento anarquistas. Estaba organizada en los principios del federalismo, integrada por sus componentes regionales que se consultaban entre sí acerca de las decisiones tomadas durante la Asamblea General, incluso aunque estas decisiones hubiesen sido tomadas por mayoría simple. El Secretariado, un pequeño cuerpo de liderazgo, supervisaba las tareas del Nabat. Este organismo era tenido por "técnicamente ejecutivo", aunque tenía algunos deberes extra, como la gia ideológica de la Confederación, administrar la tesorería, publicar el periódico y otras actividades propagandísticas y controlar la cantidad de militantes que la Confederación tenía.
El Nabat hizo un ejercicio completo de su naturaleza federalista y de la experiencia revolucionaria en curso, manteniendo algunos congresos de la Asamblea General, intentando realizar uno cada seis meses aproximadamente. Sus principales logros fueron desarrollar una un acuerdo universal y coherente sobre un programa sobre el que habían acordado sus miembros. Las cuestiones tácticas inmediatamente se derivaban a los congresos de delegados donde se debatían largamente, lo que permitía las rediscusiones del programa que se había adoptado formalmente y cambiarlo según las situaciones que se iban experimentando. Según Volin, el Nabat garantizaba un grado de autonomía importante para todos sus miembros individuales y los grupos que lo integraban. Sin embargo, muchos de los anarcosindicalistas -corriente a la que pertenecía Volin- se negaron a incorporarse al Nabat argumentando que la fórmula de "anarquismo único" (ediny anarjizm) que proponía la organización, era una manera ineficaz y equívoca de organizarse, temiendo además que los anarcocomunistas se transformasen en el sector dominante en la Confederación.
Además de Volin, otros anarquistas influyentes en el Nabat fueron Aarón Baron, integrante del Secretariado y codirector del vocero de la organización junto a Volin, su esposa Fanya Baron, el ex-bolchevique Piotr Arshínov, un activo militante que había conocido a Majnó en prisión, Senia Fleshin, Anatol Gorélik, Nikolái Dolenko y Olga Taratuta.

### Volin
Volin fue un prolífico escritor e intelectual anarquista que jugó un importante rol en la organización y liderazgo de Nabat. Fue uno de sus fundadores, además de ser el editor del periódico que publicaba la organización. A Volin se lo considera la guía espiritual de todo el movimiento, y estaba constantemente organizando, filosofando y publicando en nombre de la organización en Járkov. A Volin se le encargó el programa que estuviese de acuerdo con las propuestas de las diversas ramas del anarquismo, siendo las principales el anarcosindicalismo, el anarquismo comunista y el anarquismo individualista. El programa nunca llegó a ser debatido y aceptado, aunque el propio Volin basándose en lo que él mismo había escrito e inspirándose en el Nabat, redactó su Síntesis anarquista, que le diera fama. Varias veces fue arrestado durante sus actividades en Nabat por los bolcheviques, en otoño de 1919, otra vez a mitad de 1920 y finalmente el 24 de diciembre de 1920, en la víspera de la conferencia anarquista pan-rusa que Volin estaba organizando junto con el Nabat.

## Declive
A fines de 1920 inició su declive. El gobierno soviético había establecido su control sobre todo el territorio nacional y ya no necesitaba la cooperación de los anarquistas, que se habían convertido en enemigos que debían ser eliminados si no se avenían a cumplir con las políticas del Partido Comunista. Los bolcheviques sentían preocupación por aquellos grupos que pudiesen rivalizar con ellos en poder y popularidad. El gobierno bolchevique envió soldados a Ucrania para derrotar a Majnó y al Nabat. Apenas tres meses antes del arresto de Volin, el ejército de Majnó fue derrotado por el Ejército Rojo, arrestando a todos los miembros del Nabat que estaban comprometidos.
La derrota de Majnó marcó el comienzo del fin para el anarquismo ruso. Durante los arrestos del 24 de diciembre, muchos otros miembros del Nabat fueron arrestados por la Cheka junto con Volin, incluyendo al Secretariado de la organización. Su represión y derrota por los bolcheviques, además de la incapacidad para movilizar al campesinado ucraniano contra el Ejército Rojo, fueron la causa del repliegue y posterior derrota del Nabat.
Durante el curso de 1921, otros anarquistas prominentes dentro de Ucrania fueron arrestados y eliminados sin juicio previo. La atmósfera de terror creada por los bolcheviques llevó a los anarquistas sobrevivientes a abandonar el país en busca de un lugar más seguro lejos del alcance de las autoridades soviéticas.